# Coaster (album)
I wanna wake up without feeling sick, but I can't cuz I'm a drug-abusing alcoholic»
Mi voglio svegliare senza sentirmi male, ma non posso perché sono un alcolizzato che fa abuso di droghe.»
(NOFX - I Am an Alcoholic - Coaster)
Coaster è l'undicesimo album studio della band punk rock statunitense NOFX, pubblicato il 28 aprile 2009. Ha raggiunto la posizione #36 nella classifica Billboard 200.
Il titolo dell'album (coaster in inglese significa "sottobicchiere") è una provocazione riferita ad un ironico utilizzo per il CD sul quale è inciso. Nella copertina stessa si può vedere un bicchiere appoggiato su un CD. Anche la versione in vinile presenta un gioco simile: è intitolata Frisbee, e nella copertina si può vedere una persona lanciare il disco proprio come fosse un frisbee.

## Tracce
Tutte le tracce sono state scritte da Fat Mike
1. We Called It America - 2:07
2. The Quitter - 1:51
3. First Call - 2:33
4. My Orphan Year - 2:59
5. Blasphemy (The Victimless Crime) - 2:53
6. Creeping Out Sara - 2:45
7. Eddie, Bruce, and Paul - 3:53
8. Best God in Show - 3:29
9. Suits and Ladders - 2:25
10. The Agony of Victory - 2:07
11. I Am an Alcoholic - 2:36
12. One Million Coasters - 3:09

## Formazione
- Fat Mike - basso, voce e chitarra acustica
- El Hefe - chitarra elettrica e voce
- Eric Melvin - chitarra elettrica
- Erik Sandin - batteria